# LG7
LG7 é um selo fonográfico ligado a divisão brasileira da Sony Music Entertainment, com atividades plenas desde o ano de 2016.[carece de fontes?]
Fundada pelo cantor e compositor Leonardo Gonçalves, a empresa inicialmente geria apenas os direitos artísticos do cantor. Por meio de sua empresa, o artista acabou ficando responsável pelas licenças exclusivas de Daniela Araújo (no álbum Daniela Araújo, em 2011) e de Os Arrais (Mais, em 2013). A empresa tornou-se, de fato, um selo fonográfico por meio de um anúncio de Leonardo com parceria da gravadora Sony Music, feito em abril de 2016.
O selo tem a intenção de reunir artistas alternativos e independentes que, por afinidade artística com Leonardo, mantém suas independências, mas recebem suporte digital e físico da Sony Music Brasil. O primeiro artista a ser lançado pelo selo foi Estêvão Queiroga com o álbum Diálogo Número Um (2016), que chegou ao topo das paradas no iTunes.

## Artistas
- Estêvão Queiroga
- Felipe Valente
- Gabriel Iglesias